# Frutilla
Pour plus de détails, voir Fiche technique et Distribution.
Frutilla est un film argentin réalisé par Enrique Carreras, sorti en 1980.

## Synopsis
Une jeune fille arrive à Buenos Aires en provenance de Catamarca et réalise son rêve de devenir actrice.

## Fiche technique
- Titre : Frutilla
- Réalisation : Enrique Carreras
- Scénario : Enrique Carreras, José P. Dominiani d'après la pièce de théâtre d'Abel Santa Cruz
- Musique : Tito Ribero
- Photographie : Antonio Merayo
- Montage : Jorge Gárate
- Production : Héctor Bailez
- Société de production :  Argentina Sono Film
- Pays :  Argentine
- Genre : Film musical, comédie romantique
- Durée : 116 minutes
- Dates de sortie : 
  -  Argentine : 15 mai 1980

## Distribution
- Mercedes Carreras : Mariceli / Marta Moreno
- Osvaldo Miranda : Alfio Balboa
- Carlos Vanoni : Armando
- Juan Carlos Calabró : César Ratti
- Miguel Ligero : Jacinto Benavente
- Onofre Lovero : Hipólito Yrigoyen
- Nati Mistral : Lola Membrives
- Norma López Monet : Mecha Caus
- Osvaldo Pacheco : Pepe Podestá
- Malvina Pastorino : Camila Quiroga
- Oscar Pedemonti : Ramón Franco
- Guillermo Rico : Francisco Canaro
- Ethel Rojo : Carmen Lamas
- Darío Víttori : Florencio Parravicini
- Luis Sandrini : Él mismo
- Jorge Casamian
- Marty Cosens : Reinaldo Montalbán
- Adriana Parets : Lily Bebe
- Rodolfo Onetto : Mozo Restaurante
- Elena Lucena : Adela
- Luis E. Corradi : Médico